# Pedro Chacón

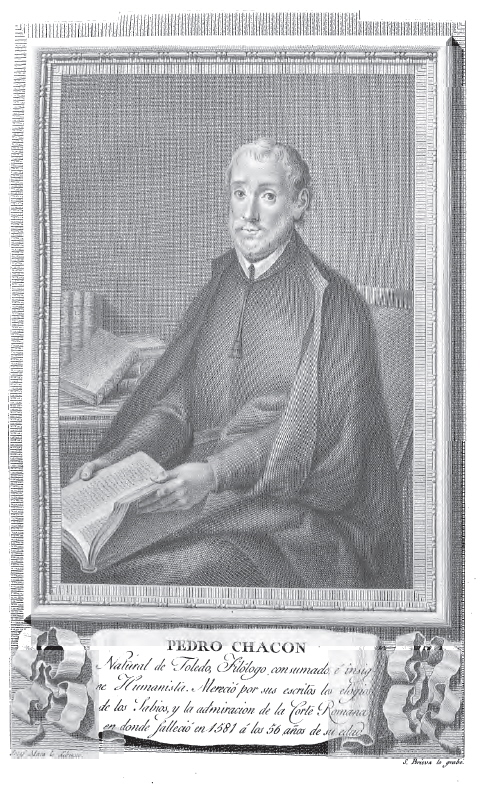
Pedro Chacón

Pedro Chacón  (* 1526 in Toledo; † 1581 in Rom) war ein spanischer Gelehrter. Er lehrte Griechisch an der Universität Salamanca und war Mitglied der Schule von Salamanca.
Chacon studierte in Salamanca und zeichnete sich schon im Studium in Mathematik und Griechisch aus.
1572 ging er nach Rom, um an der Kalenderreform mitzuarbeiten (Gregorianischer Kalender 1582).
Er schrieb eine Geschichte der Universität Salamanca (1990 neu herausgegeben) und schrieb ein Buch über römische Ess-Sitten. Außerdem veröffentlichte er über die Dekrete von Gratian, die Kirchenväter, Maße und Gewichte und Zahlen.

## Schriften
- Kalendarii Romani veteris Julii Cœsaris aetate marmori incisi explanatio.
- Tractatus de Ponderibus et Mensuris M. S.
- De Nummis libri III.
- Commentaria de Nummis tam Grœcorum et Latinorum quam Hispanorum et Italorum.
- In Decretum Gratiani correctiones.
- In S. Hieronymum, S. Hilarium, et S. Ambrosium Nota quœdam.
- De Triclinio sive de Modo convivandi apud prisco Romanos… accedit Fulvi Ursini Appendix, & Hier. Mercurialis, De accubitus in cena antiquorum origine dissertatio. Amsterdam : Andreas Frisius, 1664.
- Historia de la Universidad de Salamanca hecha por el Maestro Pedro Chacón. Transcription and commentary by Ana María Carabias Torres, Salamanca: Ediciones Universidad de Salamanca, 1990.